# 1939 na literatura

## Eventos
- John Steinbeck publica As Vinhas da Ira (The Grapes of Wrath).

### Literatura infantil
- Monteiro Lobato - O Picapau Amarelo
- Monteiro Lobato - O Minotauro

## Nascimentos
| Data            | Nome                        | Profissão             | Nacionalidade    | Observações | Ref |
| --------------- | --------------------------- | --------------------- | ---------------- | ----------- | --- |
| 13 de janeiro   | Afonso Praça                | jornalista e escritor | Portugal         | m. 2001     |     |
| 11 de fevereiro | Jane Yolen                  | escritora e editora   | Estados Unidos   |             |     |
| 13 de abril     | Seamus Heaney               | poeta e escritor      | Irlanda do Norte |             |     |
| 4 de maio       | Amos Oz                     | escritor              | Israel           |             |     |
| 23 de junho     | João de Jesus Paes Loureiro | escritor              | Brasil           |             |     |
| 18 de novembro  | Margaret Atwood             | escritora             | Canadá           |             |     |
| 18 de dezembro  | Michael Moorcock            | escritor              | Inglaterra       |             |     |

## Mortes
| Data           | Nome                     | Profissão           | Nacionalidade | Observações | Ref |
| -------------- | ------------------------ | ------------------- | ------------- | ----------- | --- |
| 19 de Janeiro  | Alberto de Oliveira      | poeta               | Brasil        | n. 1857     |     |
| 28 de Janeiro  | William Butler Yeats     | poeta               | Irlanda       | n. 1865     |     |
| 25 de Março    | José Petitinga           | espírita e escritor | Brasil        | n. 1866     |     |
| 3 de Agosto    | Políbio Gomes dos Santos | poeta               | Portugal      | n. 1911     |     |
| 27 de Dezembro | Osip Mandelstam          | poeta               | Rússia        | n. 1891     |     |

## Prémios literários
- Nobel de Literatura - Frans Eemil Sillanpää.